# Torre del Castell (Malgrat de Mar)

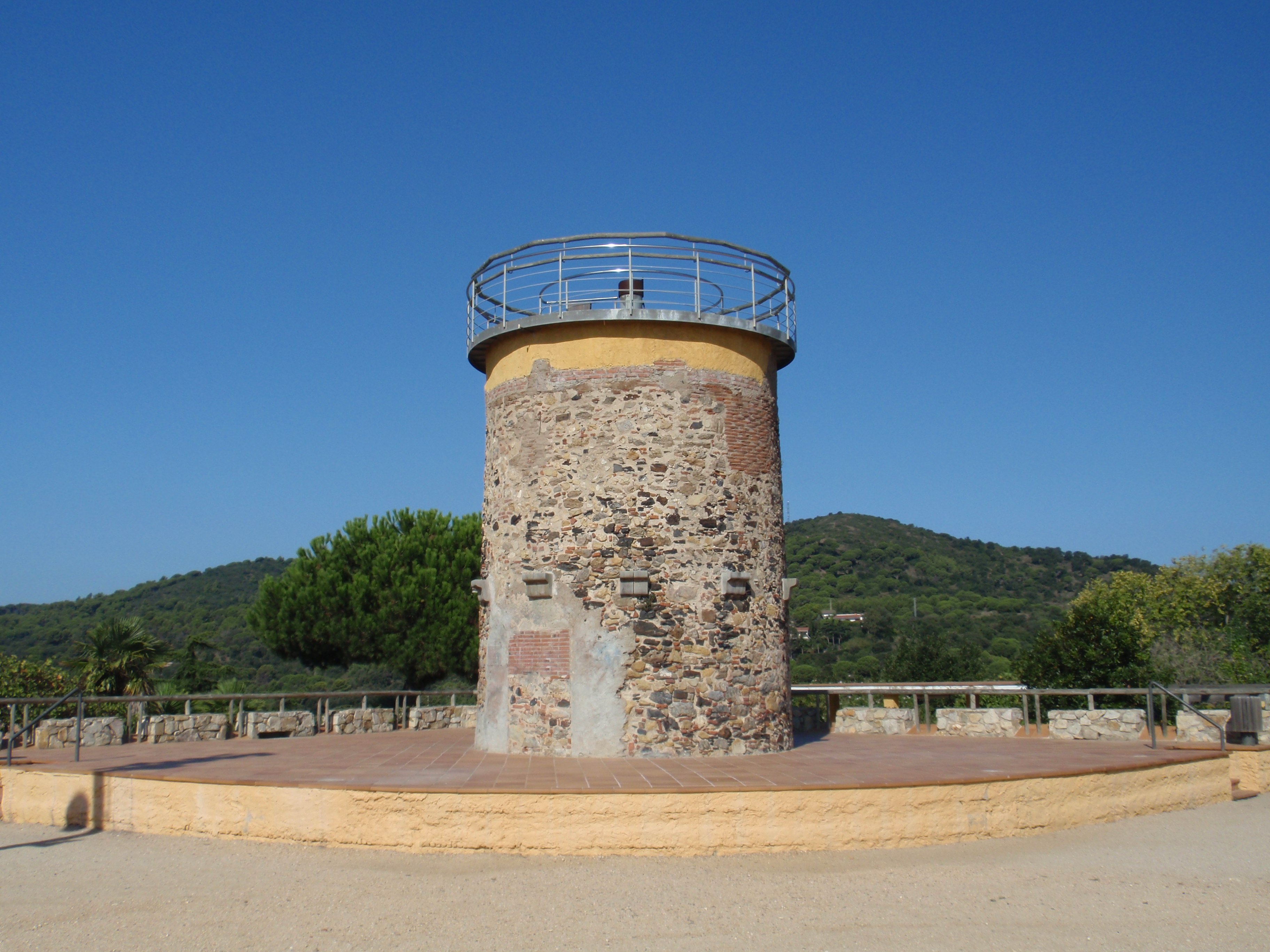
Torre del Castell de Malgrat de Mar

La Torre del Castell és una torre de guaita situada dalt del Parc del Castell de Malgrat de Mar (Maresme). Està protegida com a Bé cultural d'interès nacional i local. És l'element del poble més identitari i un símbol que contínuament acompanya els malgratencs i representa el poble. Tant és així que des de la Generalitat, l'especialista en heràldica, Armand de Fluvià, va realitzar una proposta d'escut per a Malgrat en què constava aquesta torre. Popularment també se la coneix com la Torreta del Castell o el Torreó.

## Història
La seva història està lligada a la del Castell de Palafolls, del qual depenia aquesta força situada a primera línia de mar. Es tractava d'una torre de guaita i d'altres recintes bastits pel senyor de Palafolls, al segle XIV, amb l'objectiu principal de defensar el nou nucli de Vilanova de Palafolls (l'actual Malgrat de Mar), que tenia uns vint-i-tres focs el 1382. Aquest mateix any s'esmenta l'indret com a defensa contra l'atac dels pirates.	
El 1373 Guillem de Palafolls i la seva esposa Geralda donen una sèrie de franquícies i llibertats als habitants de Vilanova de Palafolls. Es desconeix el seu paper durant la guerra dels remences (segle xv), encara que, considerant la seva proximitat amb el Camí Ral i al mateix temps amb la costa, se sospita que patí afers de guerra força importants que l'enderrocaren.	 
L'indret (i probablement la torre que en resta) va servir al segle xvi de guaita contra pirates i al segle xvii funcionava com a bateria de costa. Aquesta darrera funció està esmentada l'any 1668, en què consta un canó que posteriorment fou portat al castell d'Hostalric, del qual es va perdre el rastre. Poc després, durant l'atac dels francesos que van atacar la població amb artilleria el 22 de juliol de 1696, se sap, gràcies a les memòries de Francisco Gelat, que el castell va patir grans destrosses. En una carta de l'any 1836, el comandant d'armes de Malgrat parla d'un atac a la fortalesa per part dels carlins el 16 de novembre a la nit, i posteriorment, d'un altre el dia 6 de desembre.
L'indret va continuar com a lloc estratègic els segles següents i durant la Guerra Civil Espanyola (1936-1939) s'establí una bateria de costa i un niu de metralladores. A l'escapçada torre, els republicans hi van fer un afegit de rajoles amb espitlleres amples a la part superior i, a la zona que mira cap al mar, s'hi va obrir un forat per posar les metralladores. A més, s'hi van construir uns refugis davant dels tres paraments semicirculars on reposaven les peces d'artilleria. D'aquests refugis només es veu l'entrada mig enterrada d'un d'ells; l'altre resta soterrat, com també el parament de mig.

## Arquitectura
La torre és de planta rodona i es conserva només un terç de la seva alçada original. Fa entre 5 i 6 metres d'amplada i té uns murs de 70 cm de gruix. La torre està situada en una gran esplanada, on es gaudeix d'una bona visió dels castells de Palafolls i de Blanes. Aquesta torre està feta de pedres mitjanes no treballades, barrejades amb trossos de rajola o morter de calç. No és gaire antiga (segles XV-XVI), probablement va ser refeta. Per les seves dimensions, se suposa que deuria haver estat una torre secundària dins el conjunt. Al vessant est cara al mar, hi ha paraments en forma de mitja lluna fets de rajola, pedra i morter i s'hi van instal·lar bateries de costa. També s'hi va obrir un búnquer amb dues entrades que fa poc han desaparegut.
L'any 2002, amb motiu de la remodelació del Parc del Castell, es va reformar la torre, realitzant-hi treballs de consolidació, millora i accessibilitat. Entre les diferents tasques que s'hi van realitzar cal destacar l'eliminació del niu de metralladores que la coronava, instal·lat durant la guerra civil. Aquesta actuació, que va alterar substancialment la seva estructura, especialment a l'interior que va resultar força polèmica i va despertar la indignació de molta gent del poble.